# Гулянци (община)
Гулянци (болг. Община Гулянци) — община в Болгарии. Входит в состав Плевенской области. Население составляет 13 891 человек (на 15 января 2010 года).

## Географическое положение
Община Гулянци находится в центральной части Нижнедунайской равнины, в центральной части севера области. Рельеф общины характеризуется высотами над уровнем моря от 30 до 60 м. Северной границей области служит государственная граница Болгарии с Румынией проходящая по реке Дунай. Граничит с общинами Плевенской области: на западе и юго-западе с общиной Долна-Митрополия, на востоке с общиной Никопол, на юге с общиной Плевен. Площадь территории общины — 458 км².
По территории общины протекает ряд рек правобережной части бассейна Дуная — крупнейшие из них река Вит и река Искыр.

## Климат
Община Гулянци расположена на территории с умеренно континентальным климатом, характеризующимся сравнительно жарким летом и холодной зимой.

## История
Административный центр общины — Гулянцы, возник на месте древнего поселения, существовавшего на левом берегу реки Вит, которую фракийцы называли Утус. Турки назвали село Гюлян (от роза, тур. Gül), позже название трансформировалось в Гюлянде, затем Гюлянци, а позже приобрело нынешнее звучание Гулянци. 4 сентября 1974 года Указом № 1942 Государственного совета Народной Республики Болгарии Гулянци объявлены городом. Тогда же, в 1974 году, Гулянци стали центром небольшой общины, в которую входили ещё сёла Ленково, Шияково, Крета и Дыбован. С 5 декабря 1977 года выделена новая сельская система из 9 населённых пунктов: Гиген, Брест, Дыбован, Загражден, Милковица, Ленково, Долни-Вит, Сомовит и Гулянци, и трёх полномочничеств: Искыр, Крета и Шияково, а в соответствии с Указом Государственного совета № 2295 от 26.12.1978 года город Гулянци стал административным центром общины Гулянци, включающим 12 кметств.

## Состав общины
В состав общины входят 12 населённых пунктов — 1 город: Гулянци и 11 сёл:
| - Брест - Гиген - Долни-Вит | - Дыбован - Загражден - Искыр | - Крета - Ленково - Милковица | - Сомовит - Шияково |

## Демография
По состоянию на 31 декабря 2008 года в общине проживали 13 925 жителей, в том числе:
- мужчин — 6754 чел.
- женщин — 7171 чел.
- городское население — 3469 чел., из них:
  - мужчин — 1670 чел.
  - женщин — 1799 чел.
- сельское население — 10 456 чел., из них:
  - мужчин — 5084 чел.
  - женщин — 5372 чел.

Смертность среди населения общины преобладает над рождаемостью, естественный прирост населения отрицательный, убыль за 2008 год составила 290 человек (мужчины — 168 чел., женщины — 122 чел.). За счёт внутренней и внешней миграции общее население общины сократилось на 79 чел. (мужчин на 28 чел., женщин на 51 чел.).

## Политическая ситуация
Кмет (мэр) общины Гулянци — Лучезар Петков Яков (Болгарская социалистическая партия (БСП)) по результатам выборов 2007 года. Прежние кметы общины:
- по результатам выборов 1995 года — Личо Тончев (от коалиции партий Болгарская социалистическая партия (БСП), земледельческий союз Александра Стамболийского, политический клуб «Экогласность»);
- Виолин Иванов, по результатам выборов 1999 года (от группы «Будущее общины Гулянци») и 2003 года (от коалиции партий ОДС[болг.]).

Председатель совета общины — Емилия Владимирова Петрушева.

## Транспорт
По территории общины проходит железнодорожная ветка Ясен — Черковица от линии Варна — Плевен. На территории общины расположены две железнодорожные станции в сёлах Милковица и Сомовит, а также два остановочных пункта в сёлах Крета и Долни-Вит. В селе Сомовит, находящемся на берегу Дуная, единственная товарная железнодорожная станция на территории общины и пристань на Дунае.